# Janusz Kierzkowski
Janusz Kierzkowski (n. 26 februarie 1947, Borek⁠(d), Gorzów County⁠(d), Voievodatul Lubusz, Polonia – d. 19 august 2011, Wrocław, Polonia) a fost un ciclist polonez, medaliat olimpic. A participat la 3 ediții ale Jocurilor Olimpice (1968, 1972, 1976) în care a câștigat o medalie de bronz.